# Atrichobrunettia paranaensis
Atrichobrunettia paranaensis är en tvåvingeart som beskrevs av Freddy Bravo 2006. Atrichobrunettia paranaensis ingår i släktet Atrichobrunettia och familjen fjärilsmyggor. Inga underarter finns listade i Catalogue of Life.